# Шахта імені В. І. Леніна (Горлівка)
ДП «Ордена Жовтневої революції шахта імені Леніна». Входить до ВО «Артемвугілля».
Шахта заснована в 1889. Перша назва — «Корсунська копь № 5».
Здано в експлуатацію у 1961 р (після реконструкції). Проектна потужність 450 тис. т вугілля на рік. Фактичний видобуток 2267/1385 т/добу (1990/1999). У 2003 р. видобуто 289 тис.т вугілля.
Шахтне поле розкрите 3 вертикальними стволами таповерховими квершлагами. Максимальна глибина робіт 1190 м. Протяжність гірничих виробок 54,1/39,4 км (1990/1999).
Шахта віднесена до категорії небезпечних за раптовими викидами вугілля і газу. Відпрацьовує 22 вугільних пласта (1999) потужністю 0,4-2,0 м з кутами падіння 42-60°. Вугільний пил всіх пластів вибухонебезпечний, вугілля схильне до самозаймання. Кількість очисних вибоїв 16/9 (1990/1999), підготовчих 36/30 (1990/1999). Виїмка вугілля ведеться щитовими агрегатами 2АНЩ, відбійними молотками.
В 2015 році шахта була знеструмлена та її було у результаті затоплено.
У червні 2016 року стало відомо про закриття шахти.
Кількість працюючих: 4000/3100 осіб, в тому числі підземних 2650/1900 осіб (1990/1999).
Адреса: 84605, вул. Колесніченко, 21, м. Горлівка, Донецької обл.